# 쉐보레 볼트 EUV
쉐보레 볼트 EUV(영어: Chevrolet Bolt EUV)는 제너럴 모터스가 쉐보레 브랜드로 2021년 2월 14일에 공개한 배터리 전기 서브컴팩트 크로스오버 SUV이다.
이름이 비슷한 쉐보레 볼트 EV의 더 큰 버전으로, EUV는 BEV2 플랫폼과 파워트레인을 공유한다.

## 역사

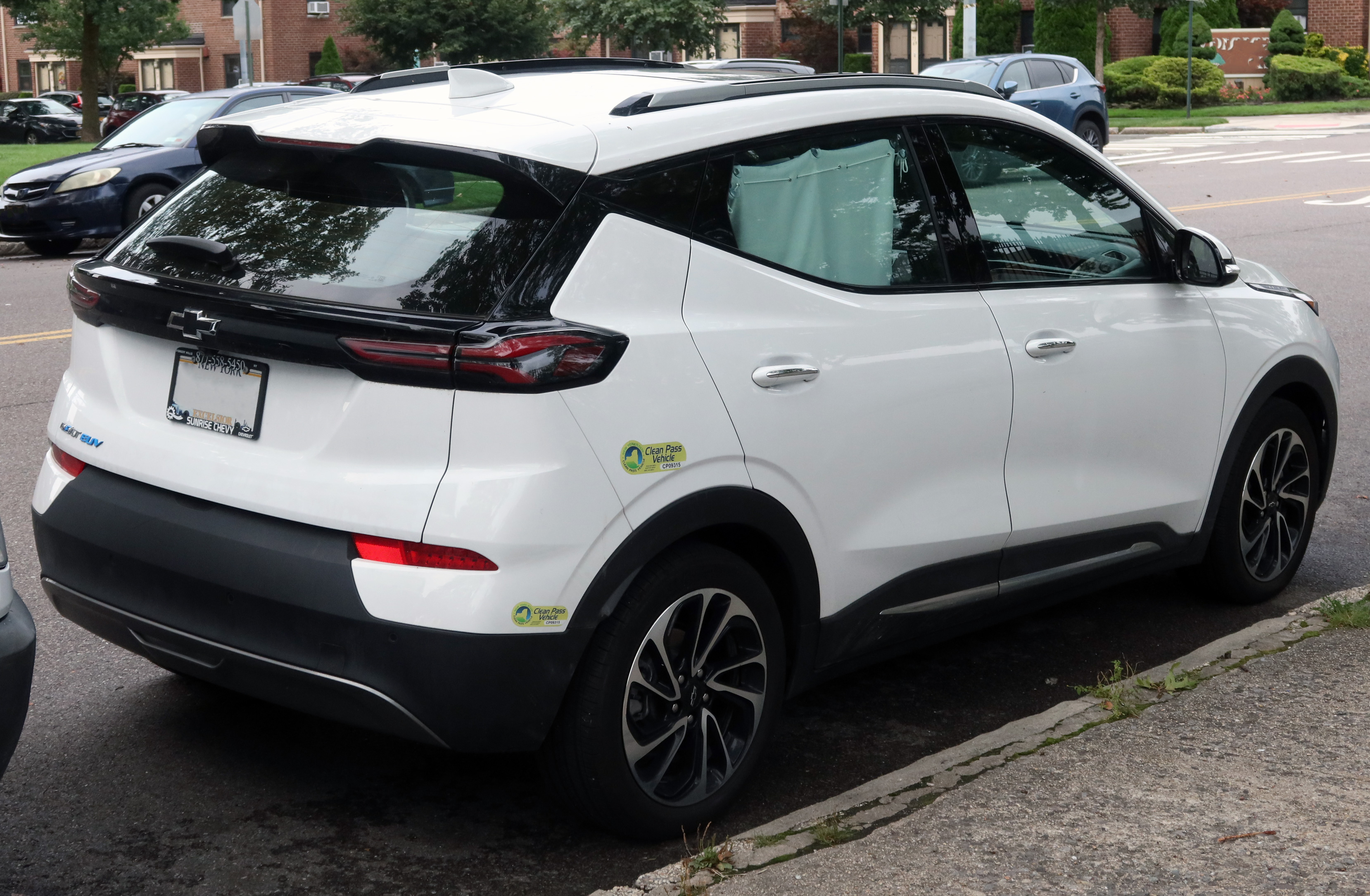
후면부

볼트 EUV는 2021년 2월에 출시되었고, 2021년 8월 17일에 멕시코 시장에 출시되었다. 2021년 8월에 첫 EUV가 딜러십에 도착하자마자 모든 차량은 구동 배터리 교체를 위해 리콜되었다. 볼트 EV 및 EUV 생산은 2021년 11월부터 2022년 4월까지 중단되었고, 4월까지 400대 미만의 볼트(EV 및 EUV 모두)가 인도되었다.
이것은 핸즈프리 슈퍼 크루즈 운전자 보조 패키지를 장착한 최초의 쉐보레 차량이다.
초기 볼트 EV 버전과 달리 볼트 EUV의 배터리는 미시간에 있는 LG 공장에서 미국에서 제조된다.

### 가격 및 트림
쉐보레 볼트 EUV는 2022년에 출시되었을 때 3가지 트림 레벨을 가졌으며, LT 트림은 33,000달러부터 시작했다. 다음 가격대인 프리미어는 37,500달러였다. 마지막으로 "특별 한정 생산" 런치 에디션은 43,495달러였다.
2023년형 모델에는 LT와 프리미어 트림만 제공되었으며, 각각 28,795달러와 33,295달러였다. 495달러를 추가하면 두 트림 모두 다른 쉐보레 모델에도 제공되는 레드라인 에디션 외관 패키지를 선택할 수 있었다.

## 제원

### 주행 거리 및 효율성
미국 환경보호청(EPA) 5주기 테스트 방식에 따르면, 볼트 EV의 연비는 다음과 같다.
- 복합 주행 시 115 mpge
- 도심 주행 시 125 mpge
- 고속도로 주행 시 104 mpge[17]

볼트 EUV의 EPA 등급 주행 거리:
- 복합 주행 시 247마일
- 도심 주행 시 267마일
- 고속도로 주행 시 223마일[18]

### 충전
볼트 EUV는 AC 전원 공급 장치에 연결된 전기차 충전 장비를 사용하여 SAE J1772 커넥터를 통해 충전할 수 있다. NEMA 5-15 동글을 사용하여 레벨 1(8 또는 12 암페어)로 작동할 수 있고, NEMA 14-50 동글을 사용하여 레벨 2(32 암페어)로 작동할 수 있는 휴대용 AC EVSE(웹바스토 제작)가 포함되어 있다. 8암페어에서 120볼트를 공급하는 레벨 1 충전기는 시간당 약 2.8 mi (4.5 km)의 주행 거리를 추가하며, 완전 충전에 약 88시간이 소요된다. 북미 가정용 전원 콘센트의 평균 암페어인 12암페어에서의 최대 레벨 1 충전 속도는 시간당 약 4.0 mi (6.4 km)를 추가하며, 완전 충전에 약 62시간이 필요하다. 32암페어에서 240볼트를 공급하는 레벨 2 충전기는 시간당 약 29 mi (47 km)를 추가하며, 완전 충전에 약 9시간이 소요된다. 48암페어(11.5kW)의 최대 레벨 2 충전 속도는 시간당 44 mi (71 km)를 추가하며, 약 6시간 만에 완전히 충전된다.
EUV는 표준으로 DC 급속 충전을 제공하며, 최대 55kW의 CCS 콤보 1 플러그를 사용하며, 처음 30분 동안 최대 95 mi (153 km)를 추가할 수 있다.

### 크기
EUV는 볼트 EV보다 휠베이스가 2.9 in (74 mm) 더 길고, 전체 길이가 169.5 in (4,310 mm)로 6.3 in (160 mm) 더 길어 뒷좌석 레그룸이 늘어났다. EPA 실내 공간은 승객 공간 96.5 cu ft (2,733 L) 및 화물 공간 16.3 cu ft (462 L)이며, 이는 볼트 EV보다 전체적으로 약간 더 크다. EUV의 화물 용량은 EV보다 약간 작지만, 이는 용량을 계산하는 데 사용되는 SAE J1100 방식 때문이다. 제조업체 테스트 결과 EUV가 더 많은 화물을 실을 수 있음을 보여주었다.
볼트 EUV의 회전 반경은 벽에서 벽까지 측정하여 38.3 ft (11.7 m)이다.

### 내부
슈퍼 크루즈 운전자 보조 시스템과 파노라마 선루프는 볼트 EUV에만 독점적으로 제공되며, 볼트 EV에는 두 옵션 모두 없다. 프리미어 트림에는 열선 및 통풍 앞좌석이 추가된다. 뒷좌석 레그룸은 볼트 EV에 비해 약 3인치 늘어난다. 선루프가 있으면 앞좌석 헤드룸이 약간 줄어든다.

## 생산 중단
2023년 4월 25일, GM CEO 메리 바라(Mary Barra)는 GM의 "새로운 세대 전기차"를 위한 공간을 마련하기 위해 볼트와 볼트 EUV가 2023년 말에 생산 중단될 것이라고 확인했다. 2023년 7월 25일, GM은 쉐보레 볼트 생산을 계속하고 Ultium 및 Ultifi 기술을 활용할 것이라고 발표했다. EUV와 같은 여러 차체 스타일이 다시 출시될지에 대한 자세한 내용은 밝히지 않았다.
볼트 EUV의 생산은 2023년 12월 20일에 종료되었다.

## 부활 (2025년)
쉐보레는 2026년형으로 2세대 볼트 EUV를 2025년에 생산할 예정이다. 1세대와 달리 해치백 볼트 EV와 함께 판매되지 않을 것이다. 이 차량은 GM 얼티엄 플랫폼을 기반으로 제작된다.

## 내용주
1. ↑  전기 유틸리티 자동차의 약어